# PCSK9阻害薬
前駆蛋白質転換酵素サブチリシン／ケキシン9型阻害薬（ぜんくたんぱくしつてんかんこうそサブチリシン／ケキシンきゅうがたそがいやく、Proprotein convertase subtilisin/kexin type 9 inhibitor、PCSK9阻害薬）は、脂質異常症（高コレステロール血症）の治療に用いられる医薬品である。
幾つかの研究により、高リポタンパク質血症の治療におけるPCSK9阻害薬の使用可能性が検討されている。更に、PCSK9遺伝子の機能喪失型変異は、LDL値の低下と心血管疾患に対する予防効果をもたらす。
現在、PCSK9阻害薬は、家族性高コレステロール血症の治療薬として承認を受けている。

## 概要
PCSK9阻害薬はPCSK9を阻害し、肝臓におけるLDL受容体（LDLR）の分解を抑制してLDLRを維持させ機能させることによって、循環血中LDL粒子濃度を低下させることができる。LDL粒子濃度は、多くの専門家によって心臓発作などの心血管疾患の原動力と考えられているので、PCSK9阻害薬がその様な疾患のリスクも低減させる可能性があるのはもっともなことである。現在、PCSK9阻害薬の心血管疾患に対する効果、および安全性と有効性のプロファイルについて、第III相臨床試験を含む臨床試験が進行中である。2022年1月時点で承認されている阻害薬は、モノクローナル抗体のアリロクマブとエボロクマブである。開発中の阻害薬には、抗体薬の1D05-IgG2、RG7652、フロボキマブ、そしてRNAi治療薬のインクリシラン等がある。PCSK9阻害薬は、スタチン不耐性を示す患者の治療やより強いLDL濃度低減のためのスタチン頻回投与を回避する方法として、有望な治療薬である。
2015年に発表されたレビューでは、これらの薬剤はLDL粒子濃度が高い（したがって心血管疾患のリスクが非常に高い）患者に使用した場合、全死亡、心血管死亡、心臓発作の減少に安全かつ有効である様だと結論づけられている。しかしより最近のレビューは、PCSK9阻害薬治療は、高リスクの患者において最大限の耐性を有するスタチン治療以上の効果をもたらすが、死亡率には恐らくほとんどあるいはまったく差がないと結論づけている。
この薬剤は、高コレステロール血症、特にコレステロール値が高く、若くして心臓発作を起こす遺伝的疾患であるヘテロ接合型家族性高コレステロール血症の治療薬として承認されている。更に最近、これらの薬剤は、全死因死亡率の減少を含む心血管系イベントの減少についても承認された。

### 警告
2014年3月にPCSK9阻害による認知機能の副作用の可能性についてFDAの警告が出され、FDAが各社に第III相臨床試験に神経認知テストを含めるよう求めたことが懸念された。

## モノクローナル抗体
PCSK9の触媒ドメイン付近に結合して阻害するモノクローナル抗体として、エボロクマブとアリロクマブが承認されている。ボコシズマブはLDL-C低下作用の経時的減弱や高注射部位反応率により開発が中止された。24の臨床試験のメタアナリシスにより、PCSK9に対するモノクローナル抗体は、コレステロール、心イベント、全死亡を減少させることが示されている。米国心臓協会と米国心臓病学会の最新のコレステロール管理ガイドラインでは、PCSK9阻害薬を検討すべき場合の指針が示され、特に最大耐用量のスタチンおよびエゼチミブで目標LDL低下を達成できない場合に焦点が当てられている。
モノクローナル抗体の副作用として、注射部位の炎症が考えられる。注射の前に患者は注射時反応のリスクを減らすために、経口コルチコステロイド、ヒスタミン受容体遮断薬、アセトアミノフェンを投与されるが、それ自体、幾つかの副作用を引き起こすことになる。

## ペプチド模倣薬
PCSK9を阻害するために、PCSK9と結合するLDL受容体のEGFAドメインを模倣するペプチドが開発されている。

## 遺伝子抑制
PCSK9アンチセンスオリゴヌクレオチドは、マウスにおいてLDL受容体の発現を増加させ、循環総コレステロール値を減少させた。ロックされた核酸は、マウスのPCSK9 mRNAレベルを低下させた。初期臨床試験では、低分子RNA干渉薬であるALN-PCSの良好な結果が示された。
2021年、CRISPR遺伝子編集で肝臓のPCSK9をノックダウンさせると、カニクイザルの生体内のLDLコレステロールの血中濃度が数か月間60%減少することが実証された。

## ワクチン
高LDL粒子濃度を治療するために、PCSK9を標的としたワクチンが開発された。このワクチンは、抗原となるPCSK9ペプチドの免疫原性キャリアーとしてウイルス様粒子（VLP）を使用している。VLPはDNAを除去したウイルスで、抗原を表示するための外部構造を保持するが複製はできないため、感染を起こすことなく免疫反応を誘導できる。PCSK9由来のペプチドを提示したバクテリオファージVLPを接種されたマウスとマカクは、循環しているPCSK9に結合する高力価のIgG抗体を獲得した。ワクチン接種により、総コレステロール、遊離コレステロール、リン脂質、トリグリセリドが有意に低下した。

## 天然阻害薬
植物アルカロイドのベルベリンは、in vitro では不死化ヒト肝細胞のPCSK9遺伝子の転写を阻害し、in vivo ではマウスおよびハムスターの血清PCSK9を低下させる。この作用がベルベリンの血清コレステロール低下作用に寄与していると推測されている。アネキシンA2は内因性タンパク質であり、PCSK9の活性を阻害する天然物質である。